# Staré Heřminovy
Staré Heřminovy település Csehországban, Bruntáli járásban. Staré Heřminovy Jakartovice, Svobodné Heřmanice, Leskovec nad Moravicí, Horní Benešov és Horní Životice településekkel határos. Lakosainak száma 211 fő (2024. január 1.).

## Népesség
A település lakosságának változását az alábbi diagram mutatja:
| Lakosok száma | 561  | 602  | 555  | 310  | 315  | 236  | 236  | 194  | 190  | 211  |
|               | 1869 | 1900 | 1921 | 1961 | 1980 | 2011 | 2016 | 2019 | 2021 | 2024 |